# Balázs Győrffy
 (juillet 2025).
Si vous disposez d'ouvrages ou d'articles de référence ou si vous connaissez des sites web de qualité traitant du thème abordé ici, merci de compléter l'article en donnant les références utiles à sa vérifiabilité et en les liant à la section « Notes et références ».
Balázs Győrffy, né le 21 avril 1979 à Pápa, est un homme politique hongrois. Membre du Fidesz, il représente brièvement la Hongrie en tant que député européen en 2024.

## Biographie

### Jeunesse et études
Né en 1979 à Pápa, il passe ses années d'école maternelle et élémentaire à Nemesgörzsöny, puis poursuit ses études secondaires dans la ville voisine de Pápa, au lycée professionnel d'économie Jókai Mór. Il poursuit des études supérieures à la faculté des sciences économiques et à la faculté de droit de l'université de Pécs. Pendant ses années universitaires, il passe un an à Londres et près de six mois aux États-Unis.

### Carrière professionnelle
Après l'obtention de ses diplômes, il retourne dans son village natal, où il reprend l'exploitation agricole familiale, succédant ainsi à ses parents. Jusqu'à l'automne 2006, il travaille en tant que collaborateur à la délégation de Veszprém de l'Office pour l'agriculture et le développement rural. Parallèlement, il est professeur agrégé honoraire à l'université des sciences de Pécs et à l'université Saint-Étienne.

### Début de carrière politique et associatif
En 2005, il devient président (laïc) de la paroisse réformée de Nemesgörzsöny et occupe ce poste, avec de courtes interruptions, au cours des années suivantes. 
De 2006 à 2014, Balázs Győrffy est bourgmestre de son village natal, Nemesgörzsöny. En tant que maire, il joue un rôle actif dans la fondation de l'école primaire réformée Vargha Gyula et de l'école maternelle réformée Szász Póla, ouvertes depuis 2007. Il est également président de leurs conseils d'administration. 
Depuis 2007, il est président de l'Association des cercles agricoles du comté de Veszprém et, depuis 2009, vice-président de l'Association des cercles agricoles et des coopératives de Hongrie. Il est membre de la coopérative Gabért. Il siège au conseil d'administration de la coopérative depuis 2018. À partir de 2013, il est président de la Chambre nationale de l'économie agricole, et est réélu à ce poste en 2017 pour un mandat de cinq ans.

### Député hongrois puis européen
Lors des élections législatives de 2010, 2014 et 2018, il est élu député de l'Assemblée nationale hongroise sous les couleurs du Fidesz. Durant les trois mandats, il est membre de la Commission de l'agriculture, dont il est vice-président après 2018.
Lors des élections européennes de 2024, il est placé en quatrième position sur la liste des 21 députés européens Fidesz–KDNP. Il est élu député européen le 9 juin 2024.
En août 2024, en état d'ébriété avancée, il agresse une femme, reconnaît les faits et présente ses excuses, puis démissionne de son mandat de député européen, de sa présidence de chambre, avant de quitter le Fidesz (selon d'autres sources, il aurait été exclu du Fidesz). Une procédure pénale est également ouverte dans cette affaire.